# A team
A team（韓語：에이 팀）是一間韓國經紀娛樂公司。原名稱為AQ Entertainment，2015年於韓國成立，目前旗下主要藝人有團體VAV。

## 歷史
2015年，公司以AQ Entertainment為名稱在韓國正式成立。
2015年10月31日，推出男子團體VAV。
2017年1月19日，知名音樂製作人兼作曲家Ryan S. Jhun加入公司並成為首席製作人。
2017年5月17日，公司名稱由AQ Entertainment改為A team。
2019年12月24日，於官方IG"ateamdream"公布七位女練習生。
2021年10月25日，旗下第一個女子團體bugAboo正式出道。
2022年12月8日，旗下女子團體bugAboo宣布解散。

## 旗下藝人

### 團體
- VAV

## 練習生
| 女練習生 | 男練習生 |

## 已離開藝人
- VAV
  - Gyeoul[5]
  - ZeHan[5]
  - Xiao[6]
- bugAboo（2021-2022）
  - EUNCHAE
  - YOONA
  - RAINIE
  - CYAN
  - CHOYEON
  - ZIN

## 昔日練習生
- 朴成原（Ciipher）
- 金兌祐（1THE9）
- 金秀妍（SHEON，Billlie）
- 崔允珠（《放學後的心動》）

## 外部連結
- 官方网站
- Ateam的Instagram帳戶
- YouTube上的Ateam頻道
- Ateam trainee的X（前Twitter）
- Ateam trainee的Facebook專頁